# Vuurwerkramp in Enschede
De vuurwerkramp in Enschede vond plaats op zaterdag 13 mei 2000 in de Nederlandse stad Enschede. Een opslagruimte met vuurwerk van het bedrijf S.E. Fireworks vatte vlam en ontplofte uiteindelijk. Er vielen 23 doden, onder wie 4 brandweerlieden, ongeveer 950 mensen raakten gewond en 200 woningen werden verwoest.
De ontploffing was de grootste explosie in Nederland sinds de Tweede Wereldoorlog.

## De ramp
S.E. Fireworks (afkorting van Smallenbroek Enschede Fireworks) importeerde Chinees vuurwerk dat werd gebruikt bij popconcerten. De brand begon rond drie uur 's middags, op het werkterrein van een pakhuis van S.E. Fireworks. In dit pakhuis lag ongeveer 900 kilogram vuurwerk opgeslagen. Het vuur verspreidde zich naar twee containers, die illegaal buiten het gebouw waren opgeslagen. De ter plaatse gekomen brandweerploeg kon niet verhinderen dat nog een derde container vlam vatte. Deze ontplofte korte tijd later. Een kettingreactie van meer ontploffingen resulteerde ten slotte in de grootste ontploffing; die van de centrale bunker. Hierbij kwam 177 ton vuurwerk tot explosie.
De ontploffingen en branden vernielden het grootste deel van de bedrijven en woningen in de wijk Roombeek. Ook in de omgeving was de schade groot. Een gebied van circa 42 hectare werd geheel verwoest. De grootste ontploffing was op 50 kilometer afstand in Deventer te horen. De rookkolom die ontstond was in een omtrek van circa 70 kilometer van Enschede te zien. Tweehonderd woningen werden volledig verwoest; circa 1500 woningen buiten de wijk en circa 500 omliggende bedrijven raakten zwaar beschadigd; 1250 mensen raakten dakloos. De alarmcentrale had na de explosie niet meteen een goed beeld van de omvang van de situatie, maar sommige brandweerkorpsen reageerden al op eigen initiatief. Vele brandweer-, politie- en ambulance-eenheden uit Hengelo, Oldenzaal, Almelo en de verre omtrek trokken richting Enschede, inclusief Duitse brandweerkorpsen en hulpdiensten van Nordhorn, Gronau, Rheine en andere plaatsen vlak over de grens. Zelfs vanuit de Randstad werden ambulances en andere hulpdiensten naar Twente gedirigeerd.
Toen in de loop van de avond, onder andere door de tv-beelden van Danny de Vries, de ernst van de situatie doordrong werd de Nederlandse televisie-uitzending van het Eurovisiesongfestival afgebroken. Aan de stille tocht in Enschede, zes dagen later op 19 mei, namen ruim 100.000 mensen deel onder wie premier Kok en kroonprins Willem-Alexander. Eerder had koningin Beatrix het rampgebied bezocht. De oorzaak van de ramp is nooit helemaal duidelijk geworden. Acht minuten voor de grote explosie had de brandweer het sein "brand meester" gegeven. De materiële schade werd later geschat op ongeveer 1 miljard gulden (454 miljoen euro).

## Proces en veroordelingen
De twee directeuren van het bedrijf, Rudi Bakker (bijgestaan door mr. Peter Plasman) en Willie Pater (bijgestaan door mr. Gabriel Meijers), werden op 2 april 2002 door de rechtbank Almelo vrijgesproken van de schuld voor de dood van de slachtoffers. Zij kregen zes maanden gevangenisstraf opgelegd, waarvan drie voorwaardelijk en een boete (2250 euro) voor het opzettelijk overtreden van een aantal milieuvoorschriften en handel in illegaal vuurwerk. Na drie maanden voorarrest kwamen zij vrij. Het gerechtshof Arnhem veroordeelde de twee directeuren op 12 mei 2003 in hoger beroep echter tot een jaar celstraf. Volgens het hof hebben zij zich schuldig gemaakt aan het overtreden van milieuvoorschriften, illegale handel in vuurwerk en brand, en ontploffing door schuld met de dood tot gevolg. Bakker is in cassatie gegaan, maar zonder succes. Ook tekende hij beroep aan bij het Europees Hof in Straatsburg, omdat hij geen eerlijk proces zou hebben gehad. Dit hof achtte zijn verzoek niet-ontvankelijk.
Op 22 augustus 2002 veroordeelde de Almelose rechtbank André de Vries tot vijftien jaar gevangenisstraf, wegens brandstichting op het terrein van het vuurwerkbedrijf, die leidde tot de ontploffing van het opgeslagen vuurwerk. De veroordeelde, die bij de uitspraak van het vonnis de rechter te lijf wilde gaan, riep dat hij onschuldig was en ging in hoger beroep. Op 12 mei 2003 werd hij door het gerechtshof Arnhem vrijgesproken van brandstichting. Het hof vernietigde het vonnis van de rechtbank in Almelo. Het hof vond dat er geen overtuigend bewijs was voor zijn schuld, en dat hij daarom moest worden vrijgesproken. In het bijzonder vond het hof dat weinig bewijskracht uitging van de onsamenhangende verklaringen die hij had gedaan in het huis van bewaring. Een bedrag van 125.000 euro werd uitgekeerd als schadevergoeding voor de tijd die hij onterecht gevangen had gezeten. In 2013, tien jaar na de vrijspraak, overleed De Vries op 46-jarige leeftijd aan darmkanker. Hij liet een brief na waarin hij nogmaals duidelijk maakte dat hij met de ramp niets te maken had.

## Nasleep

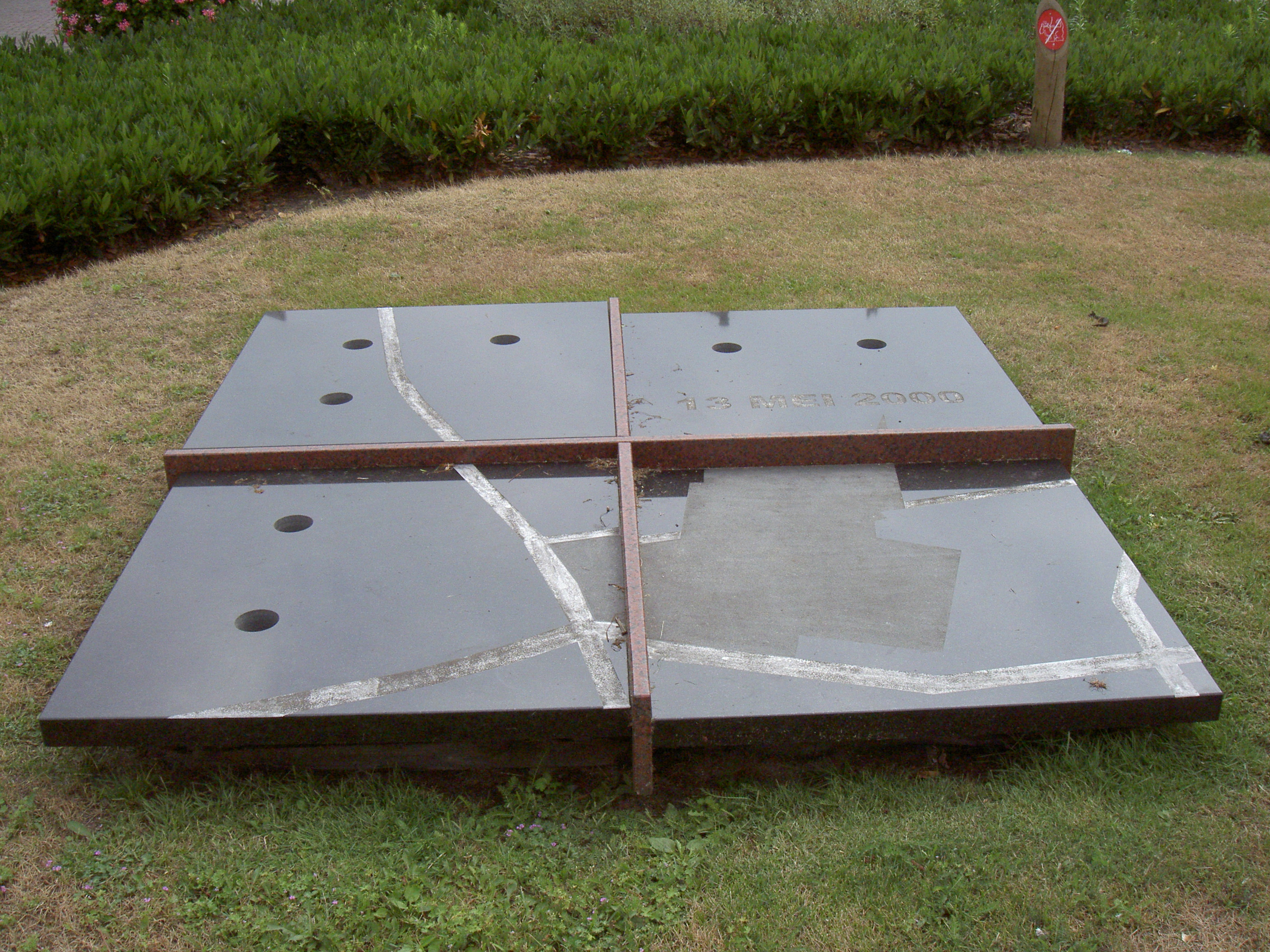
Herdenkingsplaat in de Deurningerstraat

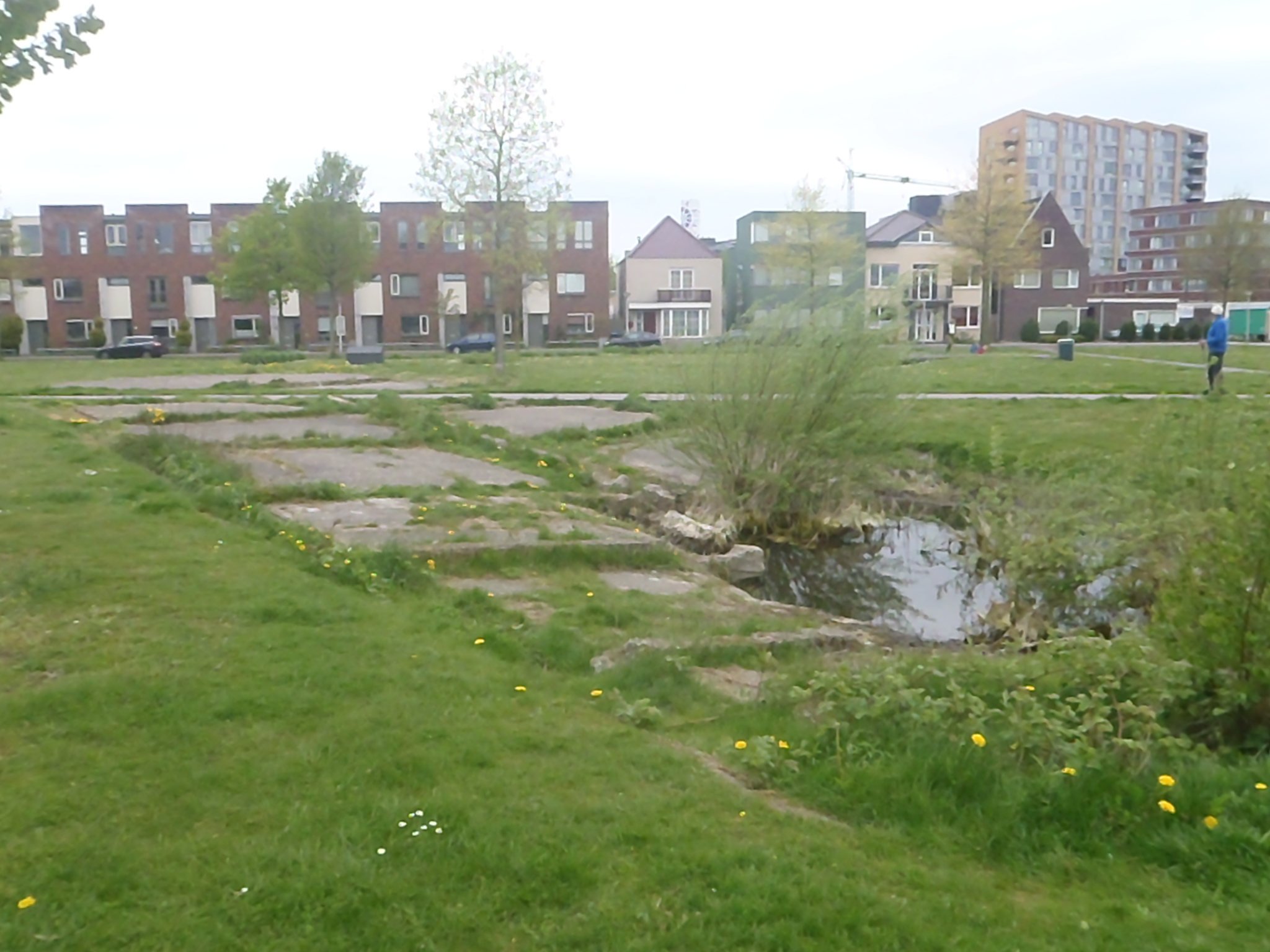
De door de ontploffing ontstane krater

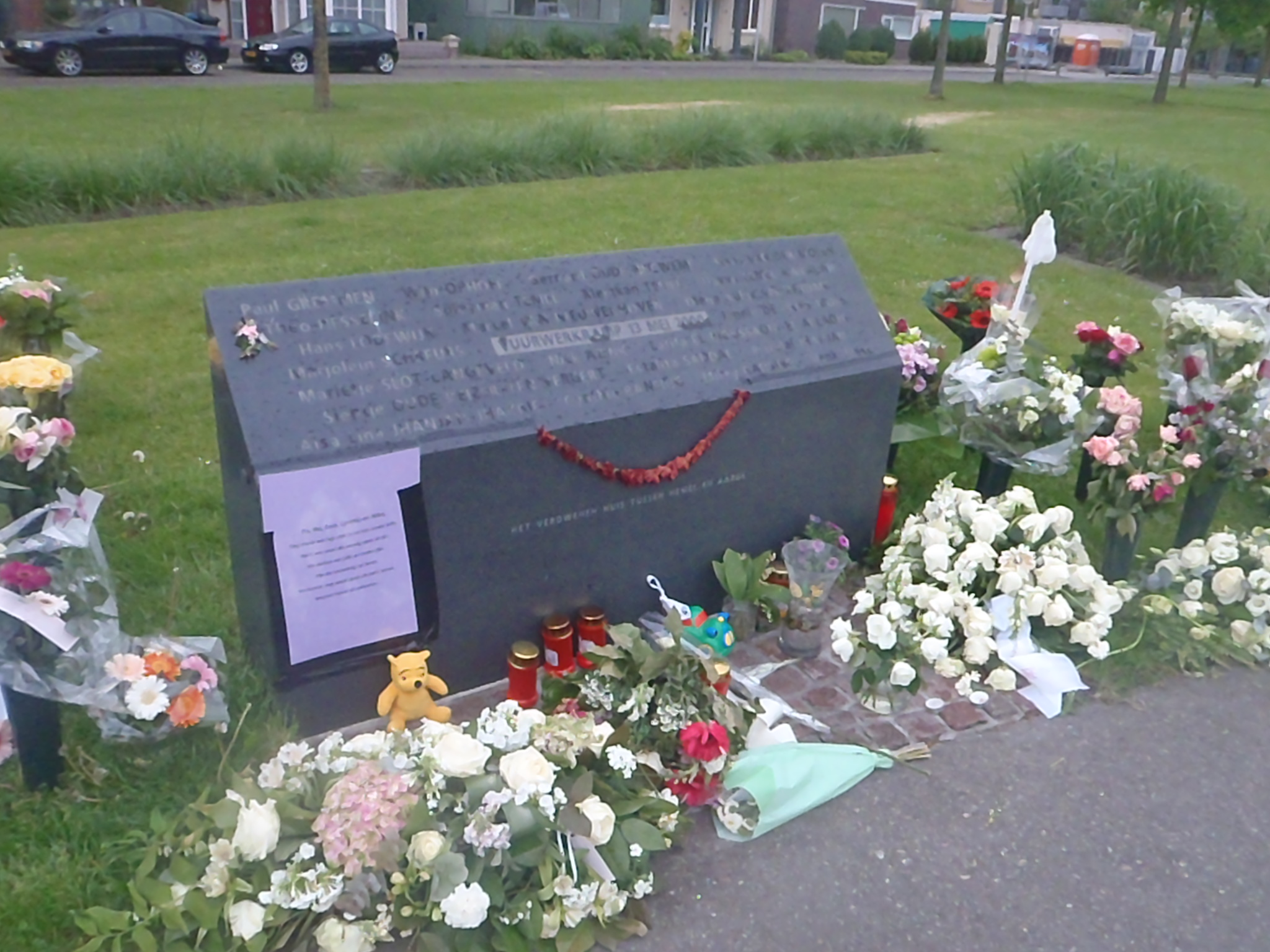
Monument ter nagedachtenis van de vuurwerkramp

De ramp heeft in Nederland geleid tot onderzoek naar regelgeving en regelhandhaving op het gebied van vuurwerk en andere ontplofbare stoffen door Rijk en gemeente. Sommigen meenden dat de voorwaarden voor de ramp waren geschapen door laks overheidsoptreden en dat degene die de brand aanstak niet alleen verantwoordelijk mag worden gehouden. Ook meenden sommigen dat de in 2002 door de rechtbank opgelegde straffen niet met elkaar in verhouding waren. Bij grote vuurwerkshows en tijdens de jaarwisseling werden na de ramp extra controles gedaan, o.a. met helikopters om te kijken of er niks misging.
In 2005 schreef onderzoeksjournalist Alexander Nijeboer in de Nieuwe Revu dat twee militaire experts, die kort na de explosie op het rampterrein arriveerden, ontstekingsmechanismen (vermoedelijk van landmijnen) zouden hebben gezien. SP-Kamerlid Krista van Velzen stelde naar aanleiding van de publicatie schriftelijke vragen aan staatssecretaris van Defensie Cees van der Knaap. Deze antwoordde dat er uit het rapport blijkt dat er geen enkele aanwijzing gevonden is voor de aanwezigheid van militair materiaal of bedreiging van hulpverleners. Er is voor zover bekend ook geen aangifte gedaan wegens bedreiging.
Nog in mei 2010 kwam een nieuwe getuige naar voren. Een familielid van een van de directeuren verklaarde dat op de rampdag wel degelijk zou zijn gewerkt. Dat is door de directie en andere medewerkers altijd ontkend. Naar de mening van de getuige zou de ramp veroorzaakt kunnen zijn door een bedrijfsongeval.

### Herzieningsverzoeken
Het eerste herzieningsverzoek was in 2007 door de advocaat van Rudi Bakker. Dit werd in 2008 afgewezen.
Bakker diende begin 2012 opnieuw een herzieningsverzoek in bij de Hoge Raad vanwege nieuw opgedoken stukken waar AVRO's EenVandaag de hand op wist te leggen. Deze stukken wierpen tien jaar na dato een ander licht op de mogelijke oorzaak van de ramp in 2000. De stukken zouden er onder meer op wijzen dat de ware toedracht van de ramp mogelijk toch op brandstichting berust; het rapport spreekt over een "menselijke oorzaak". In de uitzending van EenVandaag op 30 november 2010 kwam naar voren dat er op basis van die stukken door strafadvocaat John Peters namens zijn cliënt Rudi Bakker aangifte was gedaan tegen de toenmalige officier van justitie en een hoge functionaris van de politie Twente. Zij zouden de stukken hebben verduisterd om ze daarmee uit het (politie)strafdossier te houden. In juni 2012 wees de Hoge Raad het herzieningsverzoek af.
In 2018 diende Rudi Bakker voor de derde keer een herzieningsverzoek in, ditmaal naar aanleiding van de onderzoeksresultaten van Paul van Buitenen. De Tweede Kamer wilde Van Buitenen hierover spreken in een besloten ontmoeting.
In 2021 wilde de Tweede Kamer een onafhankelijk onderzoek laten uitvoeren, waarin het rapport van Van Buitenen zou worden betrokken.

## Aangifte tegen de overheid
In november 2018 wist klokkenluider Paul van Buitenen, actief in de stichting Expertgroep Klokkenluiders Nederland te bewerkstelligen dat er een besloten hoorzitting kwam van de verantwoordelijke Tweede Kamercommissie over de ramp uit 2000, nadat hij hierover de aandacht had gezocht bij de gemeenteraad van Enschede.
Vervolgens deed hij in oktober 2019 op grond van zijn eigen onderzoek gedurende bijna vijf jaren aangifte tegen de Nederlandse staat en de gemeente Enschede wegens de ‘ondermijning van de rechtstaat’ die volgens hem bij de afhandeling van de vuurwerkramp zou hebben plaatsgevonden: de overheid zou niet alleen schuldig zijn geweest aan de ramp zelf, doch vervolgens ook aan het opzettelijk verdoezelen van het eigen falen, waardoor volgens hem de verkeerden zouden zijn gestraft. Deze aangifte deed hij samen met Rudi Bakker, een van de toenmalige directeuren van S.E. Fireworks, oud-rechercheur Jan Paalman en de weduwe van een bij de ramp omgekomen brandweerman. De overheid en een groot aantal overheidsfunctionarissen werden door hen beticht van onder ander meer dood door schuld, het plegen van meineed, valsheid in geschrifte, misleiding van de rechtbank en tal van andere ambtsmisdrijven. Eerder zag de Onderzoeksraad Voor Veiligheid (OVV) in zijn rapport geen aanleiding tot het instellen van een nieuw onderzoek.
Oud-rechercheur Jan Paalman, destijds na de ramp zelf lid van het zogenaamde Tolteam, verklaarde vooral rehabilitatie na te streven voor de inmiddels overleden André de Vries, die aanvankelijk tot vijftien jaar gevangenisstraf was veroordeeld doch later alsnog werd vrijgesproken en een schadevergoeding ontving.
De overheid zou ook grote fouten hebben gemaakt middels foute blusinstructies, ondeugdelijke opslagregels en een onjuiste classificatie van ontplofbare stoffen en ook bij de controle en het verlenen van vergunningen. De strekking van de zogenaamde Pikmeerarresten zou vervolging hebben verhinderd. In de aangifte werden rond de honderd personen genoemd die volgens hem een laakbare rol zouden hebben gespeeld voor, tijdens en na de ramp: met name de toenmalige minister Piet Hein Donner, maar ook de toenmalige burgemeester van Enschede Jan Mans, de brandweertop, politiemensen en medewerkers van de rijksrecherche, het Openbaar Ministerie en het college van procureurs-generaal.
Op basis van de door Van Buitenen opgestelde "review" stelde de vroegere S.E. Fireworks-directeur zowel de gemeente Enschede als de Veiligheidsregio Twente – als bevoegd gezag van de brandweer – aansprakelijk voor de door hem geleden schade. De na de ramp opgerichte Belangenvereniging Slachtoffers Vuurwerkramp zou reeds eerder vergeefs de overheid aansprakelijk hebben gesteld.

## Complottheorieën
Op diverse vuurwerkfora en speciaal opgerichte websites worden complottheorieën rondom de vuurwerkramp besproken. Een theorie is dat er landmijnen aanwezig waren, wat overeenkomt met het artikel van onderzoeksjournalist Alexander Nijeboer in Nieuwe Revu.
Frits Pril, een bewoner die met een auto door de omheining van het rampgebied reed, verklaarde in een video dat hij niet-ontplofte landmijnen zag liggen.
Oud-rechercheur Paalman gelooft dat er een doofpot is. "Ik durf best te zeggen dat de ramp opgelost kon worden, maar dat het niet mocht."
Voor de aanwezigheid van landmijnen is nooit bewijs gevonden.
Het nummer "Kamervragen" van Lange Frans & Baas B bevat suggestieve teksten die wijzen op mogelijke betrokkenheid van de overheid bij de vuurwerkramp in Enschede. De tekst suggereert dat er niet-openbaar gemaakte informatie is over de aanwezigheid van landmijnen op de locatie van de ramp. Het noemt specifiek "AP-23 malafide landmijnen" en stelt vragen over de rol van de Minister van Defensie. De tekst impliceert dat er sprake zou kunnen zijn van een doofpotoperatie en roept op om kritisch te blijven en de sporen te volgen naar wat er werkelijk gebeurd is.

## Tijdlijn
| Gebeurtenis                                 | Tijdstip |
| ------------------------------------------- | -------- |
| Melding brand Tollensstraat door motoragent | 15:01:46 |
| Eerste melding door burger                  | 15:02:14 |
| Eerste brandweerauto aanwezig met vier man  | 15:08    |
| Eerste ambulance aanwezig                   | 15:16    |
| Brand meester                               | 15:27    |
| Eerste steekvlam                            | 15:33:34 |
| Eerste grote explosie                       | 15:34:40 |
| Laatste vernietigende explosie              | 15:35:46 |
| Rampenplan                                  | 16:15    |

## Herdenkingen

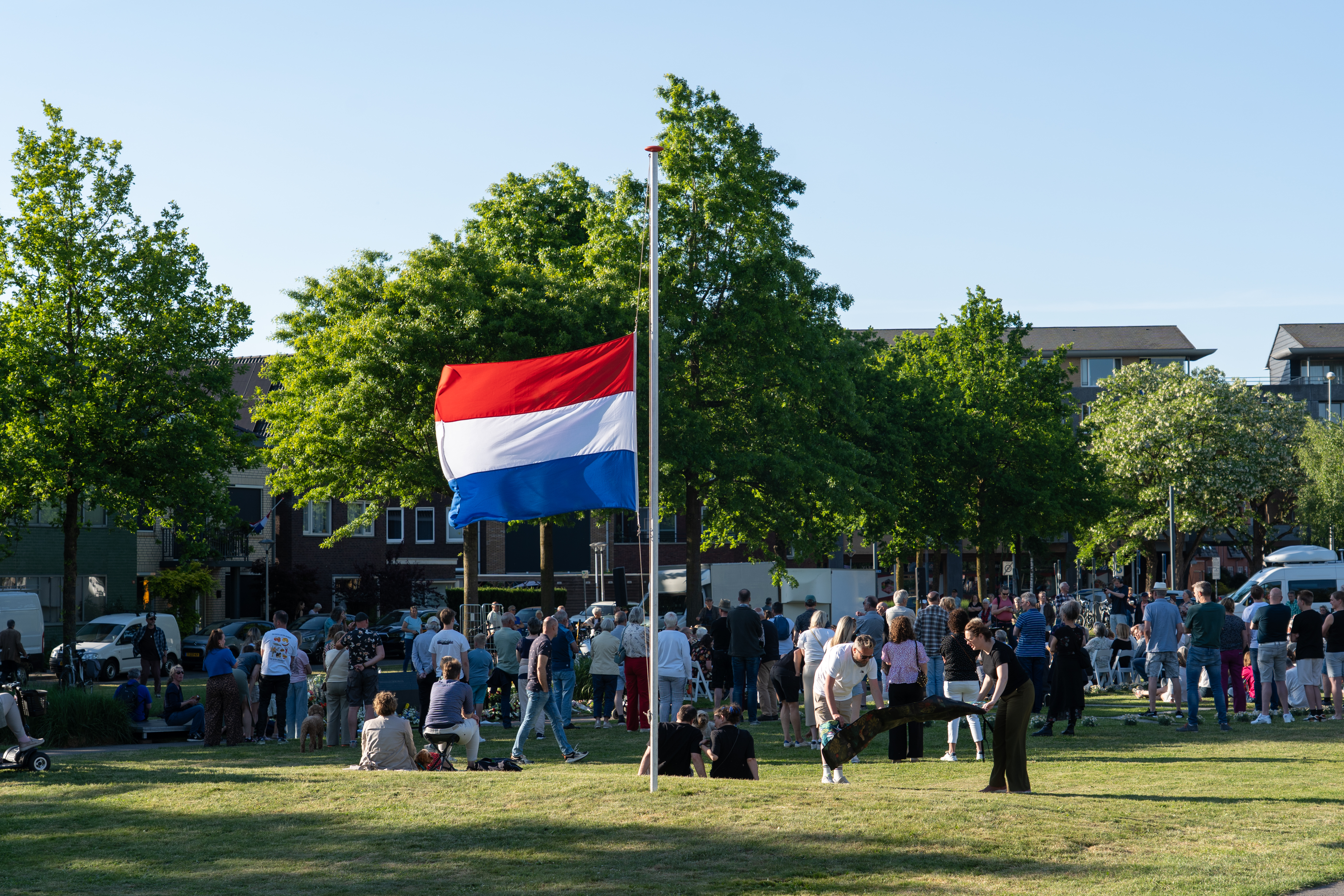
Nederlandse vlag halfstok bij 25-jarige herdenking in 2025 van de vuurwerkramp in Enschede

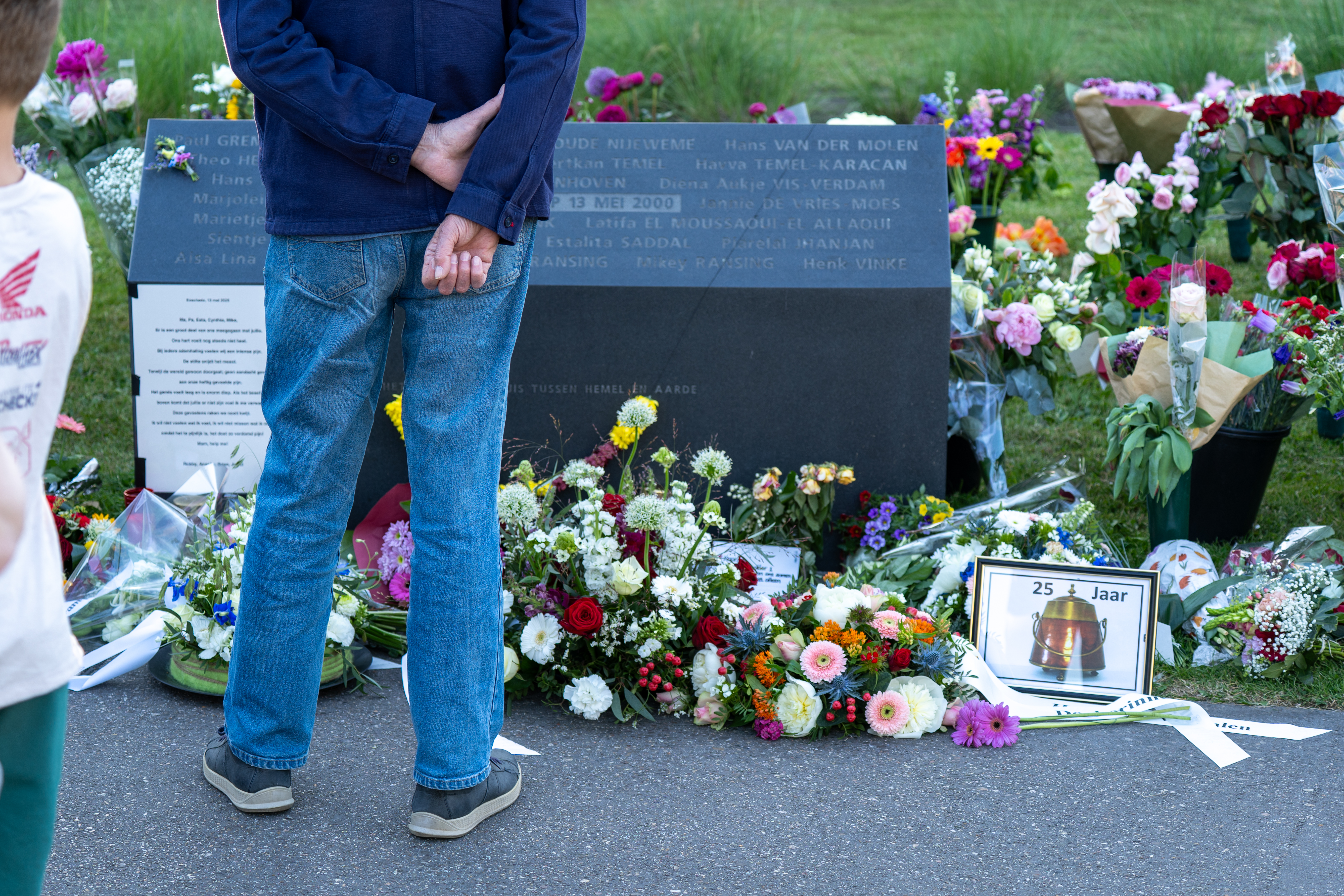
Bloemlegging bij het monument voor de vuurwerkramp bij de 25-jarige herdenking

Elk jaar wordt er op de dag van de ramp een herdenking georganiseerd door de gemeente Enschede. Op 13 mei wordt om 15:30 door kerken in Enschede 2 minuten de klok geluid. Ook wordt er één minuut stilte gehouden en worden er bloemen gelegd bij het monument.
Op 13 mei 2025, 25 jaar na de ramp is er een grotere herdenking gehouden. 

## Varia
- Over de ramp is door de componist Klaas de Vries in samenwerking met librettist David Mitchell in 2010 een opera gecomponeerd, getiteld Wake. De opera is precies tien jaar na de ramp, op 13 mei 2010, bij de Nationale Reisopera in première gegaan.
- In de roman Bonita Avenue van Peter Buwalda speelt de ramp een rol.
- In het videospel Emergency 4 is de missie Fireworks Factory geïnspireerd door de vuurwerkramp.[bron?]
- Twintig jaar na de vuurwerkramp schreef Danny de Vries, oud-journalist (RTV Oost) en maker van de eerste tv-beelden van de ramp, het boek 'Brief aan Marcel'.
- In 2001 ontvingen de Duitse hulpverleners bij de ramp de Otto von der Gablentzprijs.
- In 2025 is er een televisieserie 'De Vuurwerkramp' over de ramp uitgezonden door de EO.[44]